# Tricorythidae
Famille
Les Tricorythidae  sont une famille d'insectes de l'ordre des éphémères.

## Liste des genres
Selon Catalogue of Life (27 avril 2019) :
- genre Madecassorythus
- genre Ranorythus
- genre Sparsorythus
- genre Spinirythus
- genre Tricorythus

## Publication originale
- Lestage, 1942 : Contribution à l'étude des Ephémèroptères. XXV. Notes critiques sur les anciens Caenidiens d'Afrique et sur l'indépendance de l'évolution tricorythido-caenidienne. Bulletin du Musée d'Histoire Naturelle de Belgique, 18.